# Viadukt Glenfinnan
Viadukt Glenfinnan je železniški viadukt na progi West Highland Line v Glenfinnanu, Inverness-shire na Škotskem, zgrajen od leta 1897 do 1901. Viadukt, ki je na vrhu Loch Shiela v zahodnem Škotskem višavju, gleda na spomenik Glenfinnan in vode Loch Shiel.

## Gradnja
West Highland Railway je do Fort Williama zgradil Lucas & Aird, vendar je prišlo do zamud pri predlogu zakona West Highland Railway Mallaig Extension (Garantee) za linijo Mallaig Extension Railway v spodnjem domu parlamenta, ko sta se torijevska in liberalna stranka sprla glede vprašanja subvencije za javni prevoz. Ta zakon je bil sprejet leta 1896, do takrat pa sta se Lucas & Aird (in njuni delavci) preselila na jug. Potrebni so bili novi izvajalci in podjetje Robert McAlpine & Sons je bilo prevzeto s Simpson & Wilson kot inženirji. Robert McAlpine & Sons je vodil Robert McAlpine z vzdevkom 'Betonski Bob' zaradi svoje inovativne uporabe masivnega betona. Beton je bil uporabljen zaradi težav z obdelavo trdega skrilavca na tem območju. McAlpinov sin Robert, takrat star 28 let, je prevzel gradnjo, njegov mlajši sin Malcolm pa je bil imenovan za pomočnika.
Gradnja podaljška od Fort Williama do Mallaiga se je začela januarja 1897, proga pa je bila odprta 1. aprila 1901. Viadukt Glenfinnan pa je bil do oktobra 1898 dovolj dokončan, da so ga lahko uporabili za prevoz materialov po dolini. Zgrajen je bil po ceni £18.904.
Dolgo uveljavljena legenda, povezana z viaduktom Glenfinnan, je bila, da je konj med gradnjo leta 1898 ali 1899 padel v enega od lokov. Leta 1987 profesor Roland Paxton ni uspel najti dokaza o konju v Glenfinnanu z uporabo boreskopa, vstavljenega v izvrtine v edinih dveh lokih, ki sta dovolj velika, da sprejmeta konja. Leta 1997 je na podlagi lokalnih govoric z isto metodo raziskal viadukt Loch nan Uamh, vendar je ugotovil, da so loki polni ruševin. Z uporabo tehnologije skeniranja leta 2001 so bili najdeni ostanki konja in voza pri jezeru Loch nan Uamh, znotraj velikega osrednjega stebra.

## Oblikovanje
Viadukt je zgrajen iz masivnega betona in ima 21 polkrožnih razponov po 15 m. To je najdaljši betonski železniški most na Škotskem s 380 m in prečka reko Finnan na višini 30 m. Proga West Highland Line, ki jo nosi, je enotirna, viadukt pa je med parapetoma širok 5,5 m. Viadukt je zgrajen na krivini z radijem 241 m.
Beton, uporabljen v viaduktu Glenfinnan, je masivni beton, ki za razliko od armiranega betona ne vsebuje kovinske ojačitve. Nastane z vlivanjem betona, običajno z uporabo drobnega agregata, v opaž, kar ima za posledico material, ki je zelo močan pri stiskanju, a šibek pri napetosti.

## Storitve
Proga West Highland Line povezuje Fort William in Mallaig ter je bila ključna žila za lokalno ribiško industrijo in gospodarstvo Višavja nasploh, ki je utrpelo močno škodo po Highland Clearances v 19. stoletju.
Progo uporabljajo potniški vlaki, ki jih upravlja ScotRail med Glasgow Queen Street in Mallaig, z dizelskimi motornimi enotami razreda 153 in razreda 156. Poleti West Coast Railways vzdolž proge vozi parni vlak The Jacobite. Je priljubljena turistična linija na tem območju, viadukt pa je ena glavnih znamenitosti proge. Na progi deluje tudi Royal Scotsman.

## Upodobitev
Viadukt Glenfinnan je bil uporabljen kot lokacija v več filmih in televizijskih serijah, vključno z Ring of Bright Water, Charlotte Gray, Monarch of the Glen, Stone of Destiny, The Crown in štirimi filmi o Harryju Potterju. Po nastopu v Harryju Potterju je morala britanska prometna policija posvariti oboževalce, naj ne hodijo po viaduktu, potem ko se je zgodila peščica skorajšnjih nesreč z vlaki. Predstavljen je tudi v videoigri Forza Horizon 4 iz leta 2018.
Na nekaterih škotskih bankovcih je prikazan viadukt Glenfinnan. Serija bankovcev iz leta 2007, ki jih je izdala Bank of Scotland, prikazuje različne mostove na Škotskem kot primere škotskega inženirstva, bankovec za 10 GBP pa prikazuje viadukt Glenfinnan.